# فیتال فریم ۳: عذاب
فیتال فریم ۳: عذاب (به انگلیسی: Fatal Frame III: The Tormented) که در اروپا با نام پراجکت زیرو ۳ شناخته می‌شود، یک بازی ویدئویی ژاپنی به سبک ترس و بقا که توسط تکمو ساخته شده و در سال ۲۰۰۵ به‌طور انحصاری برای کنسول پلی‌استیشن ۲ عرضه شده است. این سومین قسمت از مجموعه بازی‌های فیتال فریم و دنبالهٔ فیتال فریم ۲: پروانه خونین در سال ۲۰۰۳ است، که رخ‌دادهای آن ۲ ماه بعد از این قسمت اتفاق می‌افتد.
فیتال فریم ۳: عذاب توسط تکمو در ۲۸ ژوئیه ۲۰۰۵ در ژاپن، ۸ نوامبر ۲۰۰۵ در آمریکای شمالی و به‌وسیلهٔ تیک-تو اینتراکتیو در ۲۴ فوریه ۲۰۰۶، در اروپا منتشر شده است. فیتال فریم ۳ یک‌بار دیگر به عنوان یکی از بازی‌های کلاسیک پلی‌استیشن ۲، توسط تکمو کوی در ۱ اکتبر ۲۰۱۳ از طریق پلی‌استیشن نتورک برای کنسول پلی‌استیشن ۳ در دسترس قرار گرفت.